# Landschaftsschutzgebiet Lennegebirgskamm (Lenscheid, Saal, Hohenwibbecke)

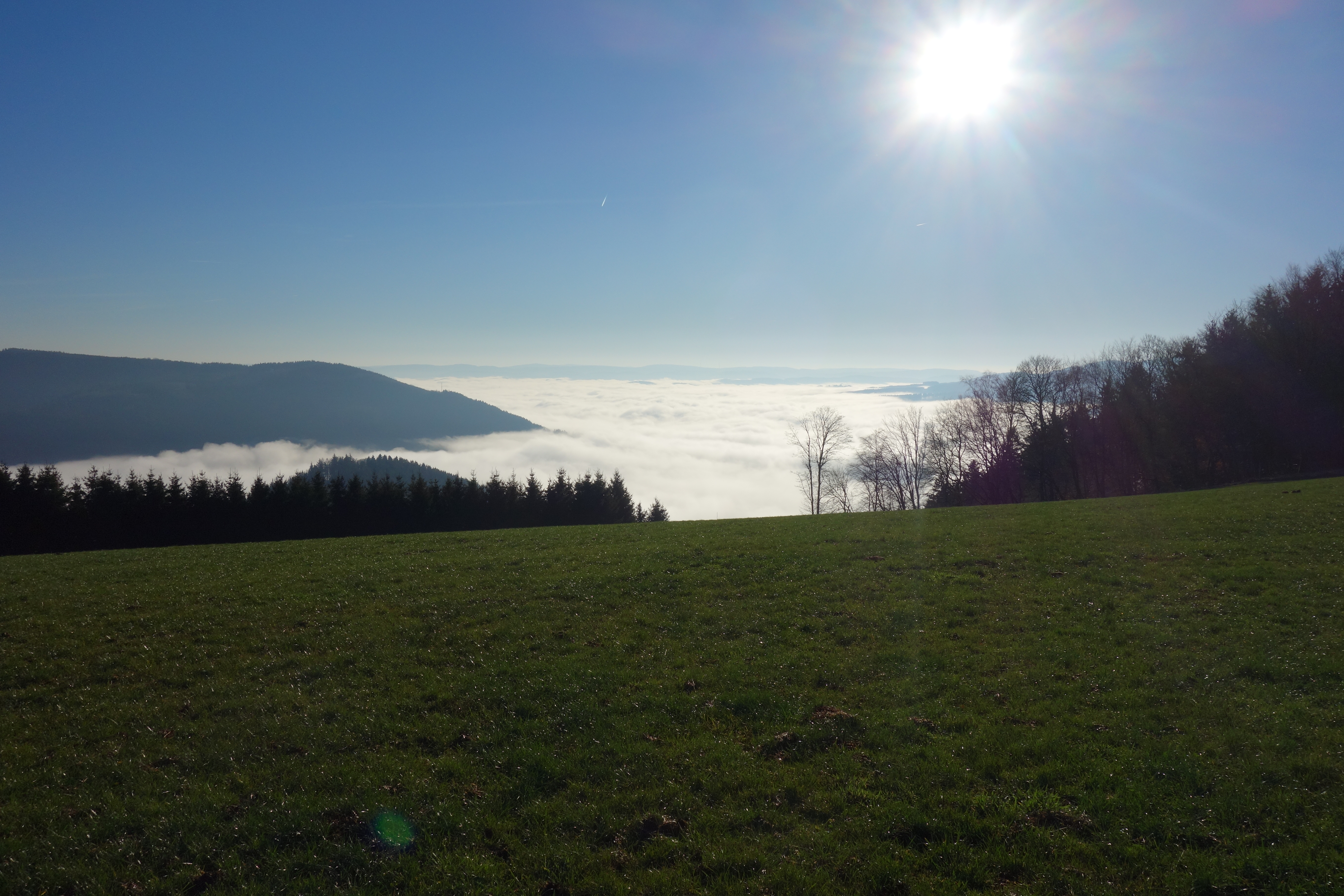
Blick vom Landschaftsschutzgebiet Lennegebirgskamm nach Südwest ins Lennetal bei Nebel

Das Landschaftsschutzgebiet Lennegebirgskamm (Lenscheid, Saal, Hohenwibbecke) mit 82,1 ha Flächengröße liegt im Stadtgebiet von Sundern im Hochsauerlandkreis. Es wurde 1993 mit dem Landschaftsplan Sundern durch den Kreistag des Hochsauerlandkreises erstmals als Landschaftsschutzgebiet (LSG) mit dem Namen Landschaftsschutzgebiet 5 Teilflächen auf dem Lennegebirgskamm bei Lenscheid und einer Flächengröße von 24,11 ha ausgewiesen. Bei der Neuaufstellung des Landschaftsplanes Sundern wurde es als Landschaftsschutzgebiet vom Typ B – Ortsrandlagen, Landschaftscharakter erneut ausgewiesen und deutlich vergrößert.

## Beschreibung
Das LSG liegt um die Weiler Saal und die Einzelsiedlungen Lenscheid und Hohenwibbecke und gehört zum Naturpark Sauerland-Rothaargebirge. Es umfasst Offenland auf dem Kamm des Lennegebirges und umfasst vier Teilflächen.
Der Landschaftsplan beschreibt das LSG wie folgt: „Die Festsetzung fast aller verbleibenden zum überwiegenden Teil als Grünland genutzten Freiflächen rund um die genannten Siedlungsplätze sichert die Identität ihrer Ortsbilder, die hier als Teile von weiteren besiedelten und landwirtschaftlich genutzten Freiflächen auf dem ansonsten weiträumig bewaldeten Hochrücken nördlich des Lenne- und Glingetales liegen.“

## Schutzzweck
Die Ausweisung erfolgte u. a. zur Sicherung der Vielfalt und Eigenart der Landschaft im Nahbereich der Ortslage sowie in alten landwirtschaftlichen Vorranggebieten insbesondere durch deren Offenhaltung; Erhaltung der Leistungsfähigkeit des Naturhaushalts hinsichtlich seines Artenspektrums und der Nutzungsfähigkeit der Naturgüter.

## Rechtliche Vorschriften
Wie in den anderen Landschaftsschutzgebieten vom Typ B im Stadtgebiet besteht im LSG ein Verbot, Bauwerke zu errichten. Vom Verbot ausgenommen sind Bauvorhaben für Gartenbaubetriebe, Land- und Forstwirtschaft. Die Untere Naturschutzbehörde kann Ausnahme-Genehmigungen für Bauten aller Art erteilen. Wie in den anderen Landschaftsschutzgebieten vom Typ B in Sundern besteht im LSG ein Verbot der Erstaufforstung und der Anlage von Weihnachtsbaum-, Schmuckreisig- und Baumschul-Kulturen.
Wie für alle Landschaftsschutzgebiete vom Typ B im Landschaftsplangebiet wurde das Gebot erlassen, das Gebiet durch landwirtschaftliche Nutzung oder durch geeignete Pflegemaßnahmen von Bewaldung freizuhalten.